# スキゾ分析
スキゾ分析（またはエコゾフィー、プラグマティクス、ミクロ政治学、リゾーム学、ノマドロジー）（仏：schizoanalyse）は、哲学者ジル・ドゥルーズと精神分析家フェリックス・ガタリによって開発された一連の理論と技法であり、彼らの著書『アンチ・オイディプス』(1972年)で初めて説明され、続編の『千のプラトー』(1980年)で続けられた。「スキゾ」はギリシャ語のσχίζειν（分裂させる）に由来する。 

## 概要
スキゾ分析の目的は、経済および政治領域におけるリビドー的投資の特異な性質を分析することである。これにより、欲望する主体において、いかにして欲望が自己の抑圧を欲望させられるかを示すことである。――それゆえ、欲望を社会領域に結びつける回路における死の欲動の役割が生じる。[...]スキゾ分析は、超越論的であると同時に、唯物論的な分析である。
—ドゥルーズ/ガタリ
その実践は、彼らの共同作業およびガタリの個人的な作業において、発展の過程で多くの異なる定義、用途、表現を獲得した。例えば、ガタリの最後の著作『カオスモーズ』において、彼は次のように説明している。「複雑なものを単純化する還元主義的な修正の方向に進むのではなく、スキゾ分析は、その複雑化、そのプロセス的な豊かさ、そのヴァーチャルな分岐と差異の線の一貫性、つまりその存在論的な異質性に向かって機能するだろう」。そうして、それは革命的なイデオロギーや政治的プロジェクトに期待されるのと同じ役割を担うことができるようになる。

### 背景
スキゾ分析には、[...] それ以外の意味はない。リゾームを作れ。— ドゥルーズ/ガタリ
スキゾ分析は、ガタリによって開発された。それは、フランスの精神分析の実践における欠点に対応するための、開かれた理論的実践として、また、ラ・ボルド病院での制度的精神療法における彼の仕事の集大成としてであった。ガタリは、分析の出発点としてエディプス・コンプレックスが用いられること、そして精神分析医と患者の関係における権威者としての精神分析医の不均衡な力動に、常々直面していた。ガタリは、ある発話と主観的構造の体系から、分析の新たな座標を形成しうる新たな「発話の集合体[agencements]」を引き出し、精神病の立場から分析に肯定的な結論をもたらすような、予期せぬ命題と表象を作り出すことのできる実践に関心を持っていた。
 
新たな唯物論は、ニーチェから次の考えを取り入れている。すなわち、各々の身体や産物は諸力の総合体であり、存在様式の徴候、あるいは症状であるという考えだ。
欲望は決して、欠けているもの、禁じられているもの、あるいは意味されているものではない。欲望は、自身の活動する力を増大させるために、ある集合体を構築する総合の力である。—フィリップ・グッドチャイルド
ドゥルーズは後にこのフレームワークから離れ始め、1973年には「我々はもはやスキゾ分析について話したくない。なぜなら、それは特定の種類の逃避、すなわち統合失調症の逃避を擁護することになるからだ」と述べた。

## 概念
スキゾ分析とは、抽象機械、逃走線、脱領土化、記号のレジーム、分子要素の層状化、または脱層状化、そして、コンシステンシーの平面などに従い、社会を分析する形式である。それは、欲望の動きと強度に従い、社会の無意識をマッピングする。[...] そのため、実験や生成変化の線は、層の間に存在し、それら（層）を生成する抽象機械を再構築することで、構築され得る。— フィリップ・グッドチャイルド
デイヴィッド・バロウズとサイモン・オサリバンの言葉を借りれば、スキゾ分析とは「自己やその他の構成、組織の様式を解体し溶解させる実験」のプロジェクトである。また、それは「個人は多様な個体化、つまり有機的および無機的な他の持続から構成されている[...]自己の感覚は作られたり、解体されたりすることが可能であると明らかにするのが、スキゾ分析である」と提唱する。
ドゥルーズとガタリ自身は、アンチ・オイディプスの第4章「スキゾ分析入門」で、スキゾ分析の実践を要約している。彼らは「あなたの欲望機械は何か、それらの機械に何を投入するのか、出力は何か、それはどのように機能するのか、あなたの非人間的な性は何か？」という問いを促す。
この意味で、彼らはスキゾ分析の4つのテーゼを発展させた。
1. 無意識的なリビドー投資はすべて社会的であり、社会-歴史的な領域に関わっている。
2. 集団や欲望への無意識的なリビドー投資は、階級や利害への前意識的な投資とは異なる。
3. 家族によらない、社会領域へのリビドー投資は、家族への投資に対して優位なものである。
4. 社会的なリビドー投資は、二つの極によって区別される。すなわち、パラノイア的な反動極と、分裂症的な革命極である。

### スキゾ分析家
スキゾ分析家は機械工であり、スキゾ分析は機能のみに関わる。[...] 分析は、[...] 分子的分散という文脈の中で捉えられた機械的配置のみを扱うべきである。[...] あらゆる部分対象が[多様性の場において]流れを放出する [...]。部分対象は、器官なき身体の直接的な力であり、そして器官なき身体は、部分対象の原料である。[...] 器官なき身体は内在的な実体であり、[その具有性(haecceity)を表明する][.]スピノザ主義的な [...部分対象のような] 属性を[接続する]。— Deleuze and Guattari
スキゾ分析家は、脱構築の一種と見なすことはできない。ガタリの言葉を借りれば、彼らは理解されているロゴスを、部分対象の地位を持つテクスト-機械-主体に通し、実践-隷属を表現する。それはドゥルーズとガタリのフランス語ではpuissance（力への意志）、および機械的隷属の過程の経験である。
スキゾ分析は、神経症の主体をリゾーム的な生成状態へと導くことによって、ルサンチマンに対処する。
スキゾ分析は、精神病を比喩的-哲学的図式モデルとして使用し、記号的シミュラークルを超越する抽象機械を創造し、まだ存在しない現実を生成する。
主体の核に欠如が生成されるという精神分析の公理とは対照的に、スキゾ分析的な欲望-生産は、強度を生み出し、「表象的領土」を解読する。その際、主体-生成-身体を多様体として自己生成する。
欲望-生産は、強度-生成、他者-生成というヴァーチャル性である。
スキゾ分析は、リゾーム的な欲望-生産を通じて、発見されたアッサンブラージュを脱領土化-再領土化する。

### 器官なき身体（BwO）
BwOは、ドゥルーズとガタリによる形而上学的な概念であり、『千のプラトー』において「スキゾ分析の唯一の実践的な対象」であると考えられていた。それは「非生産的、不毛、未生成、消費不可能」と呼ばれる自由の状態である。
BwOは、欲望-生産が3番目の非生産的な段階に達したときに無意識によって生産される。BwOは「全体として生産されるが、生産過程の中の特定の位置にあり、それは統一も全体化もしない部分と並んでいる」。
ドゥルーズは、ガタリとの共同作業の前に、『意味の論理』の中で次のように書いている。「口も肛門もなく、すべての取り込みまたは投影を放棄し、この代償によって完全であるBwO」は、「限界も外部性もない完全な深さに閉じている」と。

### 4つのファンクタ
4つのファンクタ、つまり存在論的次元は、ガタリが典型的な無意識の臨床モデルの中で展開した概念であり、以下の図式で示される。
1. 流動（Fluxes）：物質的、エネルギー的、記号的な変容（例えば、リビドー）[18]
2. 領土（Territories）：有限な実存的主体化（例えば、自己の概念と転移のプロセス）[19]
3. 参照（価値）の宇宙（Universes of reference）：ヴァーチャルな非物質的発話の変質（例えば、コンプレックスと昇華のプロセス）[20]
4. 系統（機械的）（Phylum）：動因の脱領土化（例えば、ドゥルーズとガタリのブレイクスルーとしてのブレイクダウンの概念、およびラカンのサントーム）[21][22]

領土（脱コード化によって現れる最初の集合体）は、脱領土化と再領土化の社会的場であり、流動と系統は抽象機械の構成要素である。これらのファンク田によって、萌芽し、リゾームを形成する4つの循環的な構成要素が存在する。
1. 生成的構成要素：具体的な混合記号論の研究。それらの混合と変異を研究し、混合記号論のトレースを行う。
2. 変換的構成要素：純粋記号論の研究。それらの変容-翻訳と新しい記号論の創造を研究し、各体制の変換的マップを作成し、トレースの線に沿った萌芽のための、翻訳と創造の可能性を示す。
3. 図式的構成要素：内容と表現の融合によって、すべての記号の体制を超える、現実（または自然）の絶対的共時並列図としての現実界[26]。
4. 機械的構成要素：抽象機械を実現する集合体の研究。表現の事項を同時に記号化し、内容の事項を物理化し、すべてを分配し、代替、飛躍、突然変異を伴う運動の循環をもたらす集合体のプログラムを概説する。

## 遺産
- Manuel DeLanda
- Michael Hardt
- Antonio Negri

### ニック・ランド
1990年代にドゥルーズとガタリを頻繁に引用した、イギリスの哲学者であり理論家でもあるニック・ランドは、次のように書いている。「スキゾ分析は、無秩序で、氾濫的で、そして厳しく非人格的なすべてのものに共通する、あの愉快な無責任さを共有している」。
1992年の論文「回路」の中で、ランドはスキゾ分析の実践を先見の明のある理論であると説明し、次のように書いている。「それが可能であったのは、我々が最初の地球規模で統合された狂気へと突入しつつあるからに他ならない。政治は時代遅れだ。資本主義と分裂症は、句読点に至るまでそれをプログラムする未来へと侵入し、ウイルスのごとき革命、ソフトフュージョンという差し迫った必然性と結びついている」。
サイバネティック文化研究ユニットと関連する1990年代のランドの後期の著作では、サイバネティクス、サイバーパンク的美学、オカルティズムとともに、スキゾ分析がさらに再解釈され、発展させられた。それは1995年の論文「メルトダウン」において最も顕著である。
機械論的総合。ドゥルーズとガタリのスキゾ分析は未来からやってくる。

それは1972年にはすでに、非線形ナノエンジニアリングの暴走に関与している。そして、分子機械つまり新熱帯性機械を、非集合粒子のモル凝集体つまりエントロピー凝集体と区別し、さらに、機能的接続を反生産的な静止状態と区別している。
哲学は、プラトン的ファシスト的トップダウン解決策を好むため、専制政治との親和性がある。その解決策は常に悪意を持って失敗するものだ。
スキゾ分析は異なる働きをする。
それはイデアを避け、ダイアグラムに固執する。すなわち、器官なき身体にアクセスするためのネットワーク化ソフトウェアに固執する。
器官なき身体、機械的特異点、あるいはトラクター場は、部分を全体へとではなく、部分を全体と組み合わせることによって出現する。つまり、複合的な個体化を仮想/現実回路に配置することによって出現する。

### バルド＆セーデルクヴィスト
スウェーデンの哲学者にして未来学者のアレクサンダー・バルドとヤン・セーデルクヴィストは、著作『身体機械』（2009年）でドゥルーズ＆ガタリのスキゾ分析を基に構築を行っている。『身体機械』は『未来三部作』（2000–2009年）の3冊目で、かつ最終巻にあたる。ラカンの空のシニフィアンが、12+1構造（ストックホルム王立芸術院との共同研究で開発）に適切に実装される追加の+1として再追加されている。この構造は、精神の空虚な統一者であると同時に、社会的階層の解体でもある。著者ら（バルドとセーデルクヴィスト）は、12+1モデルは、心理学におけるコンパートメント化という「カント的、あまりにもカント的な」技法に対する精神分析的な改善であると主張している。
12+1の文化的例として、時計の12時の前後1時間、新約聖書における12人の使徒に対する、生きて存在するキリストと死んで存在しないキリスト、トランプのカードの連なりにおけるキングより上位であり、かつ2より下位であるエースのカードが挙げられている。この意味で、社会的に構築された+1は、主体のパスポート名に他ならない。資本主義的主体性は、（12は乱数である）多極的なものと理解され、プッチーニの『ラ・ボエーム』やジョナサン・ラーソンの『レント』のようなミュージカル作品で探求される都市の相互主体性に似ている。

### 急進的黒人美学
ジョン・ギレスピーは、作家のアミリ・バラカとフランツ・ファノンは人種差別を批判的に検証するレンズ(例えば、ダダに関するブラック・ダダ・ニヒリズム)の下でスキゾ分析的であると提唱している。

## 関連文献
- Bates, Benjamin R.; Stroup, Kristopher (2007). “The Eternal Sunshine of the Solar Anus: A Schizoanalytic Perspective on Critical Methodology”. Rhetoric Review 26 (1):  60–79 2022年7月3日閲覧。.